# Potez 4E
Le Potez 4E est un moteur à quatre temps atmosphérique comportant quatre cylindres à plat refroidis par air. Il a été conçu spécialement pour équiper les avions légers d'école et de tourisme à la fin des années 1960.
Ce moteur est issu de la lignée de moteurs Potez de la série D et, en particulier, des 6D et 4D, moteurs haute performances et de grande endurance, utilisés par l'aviation militaire. L'expérience technique et industrielle acquise lors de la construction de ces moteurs a été mise à profit dans l'étude et la réalisation du type 4E-20 et en fait le moteur le plus brillant de sa catégorie à l'époque.

## Description
Le moteur POTEZ 4 E 20 est un moteur à quatre temps atmosphérique comportant quatre cylindres à plat refroidis par air.
- Son carter est en alliage d'aluminium et se compose de deux parties assemblées suivant le plan vertical médian du moteur. L'assemblage est fait principalement par des tirants transversaux qui servent aussi à assujettir, sur le carter, les cylindres par l'intermédiaire de leurs colonnettes. Par ce mode de fixation des cylindres, on soustrait, dans une très large mesure, le carter en alliage léger aux contraintes en traction.
- Les cylindres nitrurés sont emmanchés dans les culasses à chaud, sur une faible longueur et peuvent être facilement remplacés.
- Le vilebrequin en acier forgé, nitruré, comporte trois tourillons de ligne d'arbre et quatre manetons ainsi qu'une butée latérale.
- Tous les coussinets sont en trimétal.
- Les pistons, en alliage léger, sont équipés chacun de quatre segments.
  - L'arbre à cames, nitruré, actionne les poussoirs cémentés de commande des soupapes et celui de la pompe à carburant.
- Les soupapes d'échappement et leurs sièges sont stellités.
- Le moteur Potez 4 E 20 est équipé soit d'un carburateur à correcteur altimétrique automatique, soit d'un carburateur à correcteur altimétrique commandé manuellement.
- La circulation d'huile est assurée par une pompe à engrenage. L'huile est aspirée dans le réservoir fixe à la partie inférieure du carter et refoulée ensuite à travers un filtre vers deux rampes longitudinales de graissage. Sa pression est limitée par un clapet taré.
- L'allumage est assuré par un allumeur (delco) double, blindé, qui entraîne directement par l'arbre à cames. L'avance à l'allumage est réglée automatiquement en fonction de la vitesse de rotation du moteur.
- La puissance électrique nécessaire à l'allumage ainsi qu'aux servitudes de bord est fournie, soit par une génératrice (Moteurs 4 E 20, 4 E 20 A), soit par un alternateur à courant redressé (Moteur 4 E 20 B) montés à l'avant du moteur et entraînés par courroie. Une batterie de 35 Ah minimum doit être installée en tampon sur le circuit.
- Le démarrage direct est assuré par un moteur électrique entraînant, par l'intermédiaire d'un limiteur de couple et un pignon coulissant, une couronne dentée solidaire du vilebrequin.

## Caractéristiques
- Consommation d'huile : 0,35 L/h (quantité consommable : 2,5 l)